# Aeroportul Ocean Reef Club
Aeroportul Ocean Reef Club (IATA: OCA, FAA LID: 07FA) este un aeroport din Florida, Statele Unite ale Americii ce deservește zona Key Largo⁠(d). Aeroportul a fost tranzitat în 2019 de 286 de pasageri.
Situat la o altitudine de 2 m, aeroportul dispune de 1 pistă.

## Infrastructură

### Piste
Aeroportul dispune de o singură pistă. Pista 5/23 are suprafața de asfalt și dimensiunile 4.502 picioare × 70 picioare. 